# Toporowy Staw Niżni
Der Toporowy Staw Niżni in Polen ist ein Torfsee in der Dolina Suchej Wody in der Hohen Tatra. Er befindet sich in der Gemeinde Zakopane. Der See liegt in einer streng geschützten Torflandschaft unterhalb des Toporowy Staw Wyżni und ist nicht zugänglich. Er ist Refugium für zahlreiche Tier- und Pflanzenarten. Der See wird voraussichtlich in Zukunft verlanden, wie zahlreiche andere Gewässer in seiner Nähe, die bereits ausgetrocknet sind. Unweit des Sees verläuft die Panoramastraße Oswald-Balzer-Weg.